# جيم فوكس (ملحن)
جيم فوكس (بالإنجليزية: Jim Fox)‏ هو ملحن أمريكي، ولد في 1953.

## وصلات خارجية
- جيم فوكس على موقع IMDb (الإنجليزية)
- جيم فوكس على موقع ميوزك برينز (الإنجليزية)
- جيم فوكس على موقع ديسكوغز (الإنجليزية)
- جيم فوكس على موقع قاعدة بيانات الفيلم (الإنجليزية)